# Empoisonnement au fer
L’empoisonnement au fer est une intoxication causée par une ingurgitation excessive de sels ferreux.

## Description
L'intoxication au fer est une cause de mortalité infantile par intoxication médicamenteuse aigüe. Les enfants (le plus souvent de un à quatre ans) confondent les comprimés à base de fer, laissés à leur portée par négligence, avec des bonbons. L'empoisonnement se manifeste par une gastro-entérite aiguë, une accalmie, puis un choc et une insuffisance hépatique.
Une forme de toxicité au fer a été observée en Afrique où une bière artisanale était brassée dans des pots en fer.
Le traitement consiste à effectuer un lavage intestinal, et en cas d'empoisonnement grave (par exemple avec acidose métabolique) administrer un chélateur du fer tel que la déféroxamine.